# Итоми (планина)
Вижте пояснителната страница за други значения на Итоми.
Итоми, Итома (на старогръцки: Ἰθώμη, на латински: Ithome) е планина в Гърция. Максималната ѝ височина е 802 м. Произходът й е вулканичен, което е отразено в средновековното й име - Вулкано (Βουλκάνο, Voulkano). Намира се в областта Месения (Месиния), на полуостров Пелопонес, на 25 км северозападно от град Каламата. Тя е продължение на планината Кипарисия, с антично име Егалео.

## История
На върха на планината през Античността се намира светилище на Зевс от Итом (Зевс Итомата). Във времената на трите Месенски войни малко плато на върха е укрепено под формата на акропол. В подножието на планината Епаминонд основава град Месения, след освобождението на страната от властта на спартанците. На същото място впоследствие се намира средновековното кръстоносно селище, известно като Замъкът на вулкана.
На мястото на светилището се намира мъжкият Вулкански манастир (Μονή Βουλκάνου) от края на XII, началото на XIII век, който е действащ (21.век) и посветен на Успение на Пресвета Богородица към Месинската митрополия на Църквата на Гърция.